# SUNDAY MORNING (上木彩矢の曲)
『SUNDAY MORNING』（サンデー モーニング）は、上木彩矢の7枚目のシングル。

## 概要
- アルバム『明日のために 〜Forever More〜』リリース後、初のシングル。表題曲は、4作連続で大野愛果による作曲。また、表題曲、カップリング曲ともに、編曲にGARNET CROWのギタリストである岡本仁志を起用した。
- 本作では、ジャケット写真の違う「LIVE×AYA KAMIKI」と「KERA×AYA KAMIKI」の2パターンが同時発売された。両パターンともに、異なるパスワードが書かれたカードが封入されており、パソコンではそれぞれ異なる映像を視聴でき、携帯電話ではそれぞれ異なる着ボイスがダウンロードできた。なお、「LIVE×AYA KAMIKI」のパスワードカードは3種類存在するため、カードを全て揃えると合計4種類の映像と着ボイスを手に入れることができる。ダウンロードできた内容は以下の通り。
  - 「LIVE×AYA KAMIKI」は、パソコンでは2007年のライブツアー『AYA KAMIKI LIVE TOUR 2007 -明日のために走り出そう-』のライブ映像から1曲が視聴可能。視聴できる曲は、「ピエロ」「もう君だけを離したりはしない」「眠っていた気持ち 眠っていたココロ」のうち、いずれか1曲である。着ボイスの内容は、「SUNDAY MORNING」のアコースティックバージョンのサビを3つに分けたもののうち1つとなる。
  - 「KERA×AYA KAMIKI」は、ファッション雑誌『KERA』とのコラボレーションで、ジャケット写真は『KERA』3月号の表紙と同じものである。視聴できる映像は先述の表紙撮影のメイキング映像で、ダウンロードできる着ボイスは「自分らしさが大切だよ!」といったメッセージとなる。
- 今作において、積極的なプロモーション活動は行われなかったが、2008年3月3日に原宿KDDIデザイニングスタジオにて、失恋エピソードを持った女性を対象に20組40名のみを招待したトーク&アコースティックライブイベント『恋の姫祭り』を開催した。

## 収録曲
1. SUNDAY MORNING
  - 作詞：上木彩矢 / 作曲：大野愛果 / 編曲：岡本仁志

日本テレビ系『オトナの資格』2008年3月度エンディングテーマ
チバテレビ制作全国32局ネット『MU-GEN 〜Music Generations〜』エンディングテーマ
2. Just take my heart
  - 作詞：上木彩矢 / 作曲・編曲：岡本仁志
3. SUNDAY MORNING ～Instrumental～

## 楽曲の収録アルバム
SUNDAY MORNING
- Are you happy now?
- AYA KAMIKI Greatest Best

Just take my heart
- Are you happy now?
- THE FINAL JOURNEY